# 葛森川
葛森川（くずもりがわ）は、京都府南丹市日吉町東胡麻を流れる淀川四次支流の準用河川である。

## 地理
葛森川は、鳥ヶ岳（標高542m）、畑ヶ岳（587m）、西保谷山（468m）に囲まれた保谷から流れ出て東胡麻集落内を南流、京都府道50号京都日吉美山線と山陰本線をくぐり胡麻和田・古津で胡麻川の左岸に流入する。準用河川の起点は日吉町胡麻東保谷・奥保谷である。途中、胡麻和田・葛森で奥ノ谷から流れてきた準用河川の下川と合流する。

## 流域の村
南丹市
- 日吉町
  - 胡麻地域
    - 東胡麻[3]

## 主な橋梁
- 和田下橋

## 流域にあるため池
- 大保池[4][2]

総貯水量23,000t
堤高11.0m
堤頂長80.0m
灌漑受益地11.0ha
管理者 大保池水利組合

## 流域にある施設
- 東胡麻会議所
- 東胡麻プール

## 流域にある社寺
- 日吉神社
- 権現神社
- 稲荷神社
- 龍澤寺

## 流域にある史跡
- 野化城館址
- 胡麻中村城跡